# 北纬路 (北京)
39°52′55″N 116°23′17″E / 39.88207°N 116.38807°E
北纬路是位于北京市西城区东南部的一条道路。

## 简介
北纬路东起天桥南大街，西到虎坊路南口。1915年，北京的市政当局为整顿香厂一带的大片土地，将大片水沟填平，并且将先农坛内北侧的土地规划建设街道，按照走向以经纬划路定名，北纬路由此得名。